# Aznauri
Aznauri (en georgiano: აზნაური, ɑznauri; pl. aznaurni, აზნაურნი, o aznaurebi, აზნაურები) era una clase de nobleza georgiana.
El término está relacionado con el pahlaví āzāt-ān, 'libre' o 'noble', que figura como la clase más baja de nobleza libre en la inscripción de Hajjiabad del rey Sapor I (r. 240-270), y existe paralelo con el título de aza de Armenia. 
Aparece por primera vez en el Martirio de la reina santa Shushanik, una obra del siglo V y la primera obra de literatura georgiana que ha sobrevivido, además de pertenecer a la literatura hagiográfica. Una crónica posterior, la de Leonti Mroveli, deriva 'aznauri' del gobernante semi-legendario Azon (en georgiano –uri es un sufijo adjetival común), cuyos 1.000 soldados desertaron y posteriormente fueron denominados aznauri por el victorioso rival de Azon, Parnavaz. Pero esta etimología está considerada demostrablemente falsa.
La estratificación dentro de la aristocracia feudal de Georgia, genéricamente conocida como 'aznauri', ya se hizo evidente en los siglos IX-X. Un sustrato más alto comenzó a distinguirse agregando el título de 'didebuli', es decir, el aznauri que ocupaba 'dideba', un cargo especialmente cortesano. Más adelante en la Edad Media, se hizo una distinción más clara entre un aznauri (ahora un noble dependiente) y un tavadi y mtavari (príncipe dinástico). Desde el siglo XV, el aznauri era considerado un qma (literalmente, 'vasallo') de su señor, ya sea secular o eclesiástico. Esta forma de dependencia estuvo sometida más tarde a una regulación formal bajo el código de leyes de Vajtang VI que fue codificado entre 1705 y 1708, y gobernó una versión georgiana del feudalismo (batonq’moba) incluso después de la anexión rusa de Georgia a principios del siglo XIX. Posteriormente, en la década de 1820, el estatus de aznauri se equiparó al del dvoryanstvo (sin título) de Rusia.